# Les Houches
Les Houches és un municipi francès situat al departament de l'Alta Savoia i a la regió d'Alvèrnia-Roine-Alps. L'any 2007 tenia 3.060 habitants.

## Demografia

### Població
El 2007 la població de fet de Les Houches era de 3.060 persones. Hi havia 1.195 famílies de les quals 344 eren unipersonals (174 homes vivint sols i 170 dones vivint soles), 323 parelles sense fills, 431 parelles amb fills i 97 famílies monoparentals amb fills.
La població ha evolucionat segons el següent gràfic:
Habitants censats

### Habitatges
El 2007 hi havia 3.606 habitatges, 1.243 eren l'habitatge principal de la família, 2.308 eren segones residències i 56 estaven desocupats. 1.526 eren cases i 2.060 eren apartaments. Dels 1.243 habitatges principals, 735 estaven ocupats pels seus propietaris, 433 estaven llogats i ocupats pels llogaters i 75 estaven cedits a títol gratuït; 69 tenien una cambra, 195 en tenien dues, 290 en tenien tres, 316 en tenien quatre i 374 en tenien cinc o més. 1.065 habitatges disposaven pel capbaix d'una plaça de pàrquing. A 621 habitatges hi havia un automòbil i a 543 n'hi havia dos o més.

### Piràmide de població
La piràmide de població per edats i sexe el 2009 era:
| Homes | Edats   | Dones |
| ----- | ------- | ----- |
| 4     | 95 o +  | 4     |
| 4     | 90 a 94 | 4     |
| 0     | 85 a 89 | 16    |
| 12    | 80 a 84 | 12    |
| 0     | 75 a 79 | 20    |
| 28    | 70 a 74 | 40    |
| 56    | 65 a 69 | 32    |
| 60    | 60 a 64 | 52    |
| 72    | 55 a 59 | 76    |
| 92    | 50 a 54 | 112   |
| 96    | 45 a 49 | 92    |
| 128   | 40 a 44 | 120   |
| 112   | 35 a 39 | 120   |
| 108   | 30 a 34 | 136   |
| 120   | 25 a 29 | 104   |
| 69    | 20 a 24 | 40    |
| 100   | 15 a 19 | 64    |
| 96    | 10 a 14 | 116   |
| 120   | 5 a 9   | 92    |
| 80    | 0 a 4   | 72    |

## Economia
El 2007 la població en edat de treballar era de 2.084 persones, 1.694 eren actives i 390 eren inactives. De les 1.694 persones actives 1.621 estaven ocupades (848 homes i 773 dones) i 73 estaven aturades (30 homes i 43 dones). De les 390 persones inactives 111 estaven jubilades, 137 estaven estudiant i 142 estaven classificades com a «altres inactius».

### Ingressos
El 2009 a Les Houches hi havia 1.235 unitats fiscals que integraven 2.943 persones, la mediana anual d'ingressos fiscals per persona era de 18.836 €.

### Activitats econòmiques
Dels 568 establiments que hi havia el 2007, 5 eren d'empreses extractives, 3 d'empreses alimentàries, 1 d'una empresa de fabricació de material elèctric, 10 d'empreses de fabricació d'altres productes industrials, 68 d'empreses de construcció, 49 d'empreses de comerç i reparació d'automòbils, 15 d'empreses de transport, 88 d'empreses d'hostatgeria i restauració, 6 d'empreses d'informació i comunicació, 3 d'empreses financeres, 34 d'empreses immobiliàries, 53 d'empreses de serveis, 194 d'entitats de l'administració pública i 39 d'empreses classificades com a «altres activitats de serveis».
Dels 95 establiments de servei als particulars que hi havia el 2009, 1 era una oficina de correu, 1 una oficina bancària, 4 tallers de reparació d'automòbils i de material agrícola, 1 taller d'inspecció tècnica de vehicles, 1 establiment de lloguer de cotxes, 6 paletes, 6 guixaires pintors, 21 fusteries, 11 lampisteries, 7 electricistes, 2 empreses de construcció, 4 perruqueries, 18 restaurants, 9 agències immobiliàries i 3 salons de bellesa.
Dels 24 establiments comercials que hi havia el 2009, 3 eren supermercats, 2 botiges de menys de 120 m², 2 fleques, 3 llibreries, 2 botigues d'electrodomèstics, 11 botigues de material esportiu i 1 una joieria.
L'any 2000 a Les Houches hi havia 11 explotacions agrícoles que ocupaven un total de 685 hectàrees.

## Equipaments sanitaris i escolars
L'únic equipament sanitari que hi havia el 2009 era una farmàcia.
El 2009 hi havia 1 escola maternal i 1 escola elemental.

## Poblacions més properes
El següent diagrama mostra les poblacions més properes.